# Александр Ипсиланти (старший)

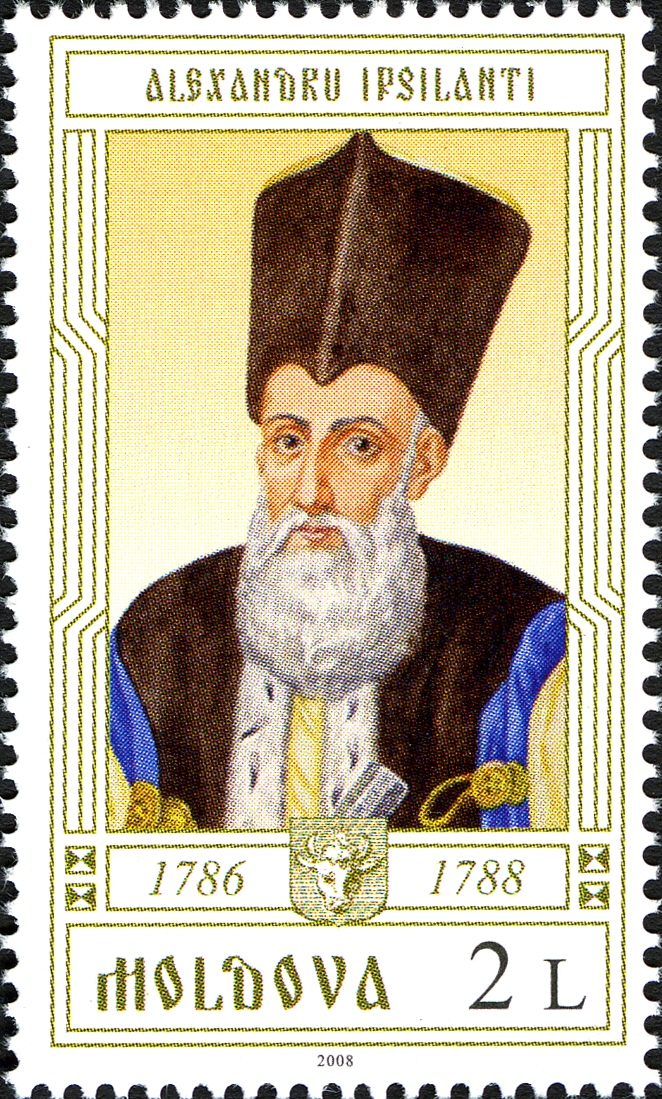
Почтовая марка Молдовы, 2008 год

Алекса́ндр Ипсила́нти (молд. и рум. Александру Ипсиланти, греч. Ἀλέξανδρος Ὑψηλάντης — Alexandros Ypsilantis; 1725, Константинополь — 13 января 1807, Константинополь) — господарь Валахии в 1775—1782 и 1796—1797 годах и Молдавского княжества в 1786—1788 годах. Член фанариотского аристократического рода Ипсиланти.

## Биография
В 1774 году в качестве дипломата Османской империи принял участие в подписании Кючук-Кайнарджийского мирного договора с Россией. За это через год был назначен драгоманом.
В 1775 году был назначен господарём Валахии после вывода из неё российских войск. Предпринял ряд мер по упорядочению налогообложения и реорганизации системы государственного управления, способствовал развитию торговли и ремесла в обоих княжествах, открыл ряд новых больниц и школ; в Валахии в 1780 году кодифицировал законы по византийскому образцу, известные как «Кодекс Ипсиланти» («Правильничаска кондикэ»).
В своей политике придерживался ориентации на Россию, рассчитывая с её помощью добиться освобождения Греции.
В 1807 году был арестован турецкими властями и казнён.